# 地球オーケストラ〜日本の美しい音を探す旅〜
『地球オーケストラ〜日本の美しい音を探す旅〜』（ちきゅうオーケストラ にほんのうつくしいおとをさがすたび）は、中京テレビが制作、日本テレビ系列29局で2011年5月1日に放送されたドキュメンタリー・教養番組である。略称は「地球オーケストラ」。

## 概要
2010年2月14日に日本テレビ系列で放送された「自然が奏でる交響曲『地球オーケストラ』この惑星の美しい音を探す大紀行」を15:00 - 16:25（JST）の時間に放送しており、今回の当番組はその第2弾ともいえる。
この番組は未来に残したい我が国日本の「音」を録音し、それらの音を“楽器”に見立てて、クラシックの名曲「カノン」を作る。「東洋のガラパゴス」小笠原諸島では世界最大の肉食動物ザトウクジラの親子の声。世界自然遺産、知床では流氷が押し寄せた時にだけ聴こえるという「流氷鳴き」を。「水の島」屋久島では特別天然記念物の「縄文杉」までの登山を敢行し、「水」にまつわる様々な美しい音を録音する。日本各地で失われつつある貴重な音を録音し、それらの音を楽器に見立て、楽曲を制作。日本の未来、そして子供たちへと届ける。

## 出演者
（公式サイト掲載順）
案内人（ナレーター）
- 山口智充

サウンドハンター（リポーター）
- 青木愛（アーティスティックスイミング元2008年北京オリンピック日本代表） - 小笠原諸島
- ボビー・オロゴン&ジョイ親子 - 知床半島
- Dream5（ダンス&ボーカルユニット） - 屋久島

## 放送内容
東洋のガラパゴス「小笠原諸島」〜マッコウクジラの親子が奏でる愛のメッセージ〜
地球最大の肉食動物：マッコウクジラは、約1,000ｍの深海でエサを探して生活している哺乳類。暗い深海に潜るため、視力の代わりに“カチカチ カチカチ”という音を獲物に当てて、その反射を感じ、獲物や状況を把握しているといわれている。
そんなマッコウクジラには、家族特有のリズムがある。それは、どんなリズムで、どんなメッセージが込められているのか?巨大なクジラに大接近して、珍しい声を狙う。
録音に挑むのは、アーティスティックスイミング元オリンピック日本代表の青木愛。
流氷鳴き〜壮大な命のドラマの始まり〜
日本最果ての地・世界遺産知床では、陸・海・空の生き物が、壮大な「食物連鎖」で繋がっている。その原点が、北の海から豊富な栄養を運んでくる流氷。この流氷が、動物の鳴き声のような、神秘的な音を奏でる。
録音に臨むのは、ボビー・オロゴン。同行した息子のジョイに、流氷の不思議な音を聞かせようと、陸の上から、そして氷点下の海の中から「流氷鳴き」を狙う。
世界遺産「屋久島」〜屋久島の森に流れる命の水の音〜
東京の5倍。日本一の降雨量を誇る屋久島には、豊かな森を支える水が、島をめぐっている。そんな水の様々な音を録音しながら、樹齢7200年とも言われる縄文杉までを歩いて旅をする。
そんな屋久島にやってきたのは、ダンス&ボーカルユニット「Dream5」のメンバー。5人は、自然の苔に滴る水の音や、屋久杉が水を吸い上げる音などを録音。太古から森を見つめ続けてきた縄文杉がある危機にさらされていることに衝撃を受ける。

## ネット局
2011年6月5日現在のネット局
| 放送対象地域   | 放送局                       | 系列                                              | 放送日時                   |
| -------------- | ---------------------------- | ------------------------------------------------- | -------------------------- |
| 中京広域圏     | 中京テレビ（CTV） （制作局） | 日本テレビ系列                                    | 2011年5月1日 15:00 - 16:25 |
| 北海道         | 札幌テレビ（STV）            | 日本テレビ系列                                    | 2011年5月1日 15:00 - 16:25 |
| 青森県         | 青森放送（RAB）              | 日本テレビ系列                                    | 2011年5月1日 15:00 - 16:25 |
| 岩手県         | テレビ岩手（TVI）            | 日本テレビ系列                                    | 2011年5月1日 15:00 - 16:25 |
| 宮城県         | ミヤギテレビ（MMT）          | 日本テレビ系列                                    | 2011年5月1日 15:00 - 16:25 |
| 秋田県         | 秋田放送（ABS）              | 日本テレビ系列                                    | 2011年5月1日 15:00 - 16:25 |
| 山形県         | 山形放送（YBC）              | 日本テレビ系列                                    | 2011年5月1日 15:00 - 16:25 |
| 福島県         | 福島中央テレビ（FCT）        | 日本テレビ系列                                    | 2011年5月1日 15:00 - 16:25 |
| 関東広域圏     | 日本テレビ（NTV）            | 日本テレビ系列                                    | 2011年5月1日 15:00 - 16:25 |
| 山梨県         | 山梨放送（YBS）              | 日本テレビ系列                                    | 2011年5月1日 15:00 - 16:25 |
| 長野県         | テレビ信州（TSB）            | 日本テレビ系列                                    | 2011年5月1日 15:00 - 16:25 |
| 新潟県         | テレビ新潟（TeNY）           | 日本テレビ系列                                    | 2011年5月1日 15:00 - 16:25 |
| 静岡県         | 静岡第一テレビ（SDT）        | 日本テレビ系列                                    | 2011年5月1日 15:00 - 16:25 |
| 富山県         | 北日本放送（KNB）            | 日本テレビ系列                                    | 2011年5月1日 15:00 - 16:25 |
| 石川県         | テレビ金沢（KTK）            | 日本テレビ系列                                    | 2011年5月1日 15:00 - 16:25 |
| 福井県         | 福井放送（FBC）              | 日本テレビ系列／テレビ朝日系列 （クロスネット局） | 2011年5月1日 15:00 - 16:25 |
| 近畿広域圏     | 読売テレビ（ytv）            | 日本テレビ系列                                    | 2011年5月1日 15:00 - 16:25 |
| 鳥取県・島根県 | 日本海テレビ（NKT）          | 日本テレビ系列                                    | 2011年5月1日 15:00 - 16:25 |
| 広島県         | 広島テレビ（HTV）            | 日本テレビ系列                                    | 2011年5月1日 15:00 - 16:25 |
| 山口県         | 山口放送（KRY）              | 日本テレビ系列                                    | 2011年5月1日 15:00 - 16:25 |
| 徳島県         | 四国放送（JRT）              | 日本テレビ系列                                    | 2011年5月1日 15:00 - 16:25 |
| 香川県・岡山県 | 西日本放送（RNC）            | 日本テレビ系列                                    | 2011年5月1日 15:00 - 16:25 |
| 愛媛県         | 南海放送（RNB）              | 日本テレビ系列                                    | 2011年5月1日 15:00 - 16:25 |
| 高知県         | 高知放送（RKC）              | 日本テレビ系列                                    | 2011年5月1日 15:00 - 16:25 |
| 福岡県         | 福岡放送（FBS）              | 日本テレビ系列                                    | 2011年5月1日 15:00 - 16:25 |
| 長崎県         | 長崎国際テレビ（NIB）        | 日本テレビ系列                                    | 2011年5月1日 15:00 - 16:25 |
| 熊本県         | くまもと県民テレビ（KKT）    | 日本テレビ系列                                    | 2011年5月1日 15:00 - 16:25 |
| 大分県         | テレビ大分（TOS）            | 日本テレビ系列／フジテレビ系列 （クロスネット局） | 2011年5月1日 15:00 - 16:25 |
| 鹿児島県       | 鹿児島読売テレビ（KYT）      | 日本テレビ系列                                    | 2011年5月1日 15:00 - 16:25 |

## 備考
- くまもと県民テレビでは、当番組の時間を15:00 - 16:30としていた。
- 日本海テレビでは、当番組を『地球オーケストラ 2011』と題して放送していた。

## スタッフ
- ナレーション：山口智充
- 構成：そーたに、竹村武司
- 監修：赤松友成
- リサーチ：模原明美、大熊智
- カメラ：尾関達也
- 音声：谷川和也、日比野正吾
- 編集：渋谷泰貫、上野涼
- MA：大木久雄
- CG：パークグラフィックス
- TK：梅澤和世
- スタイリスト：大口アキラ
- デスク：松丸智美（CTV）
- 広報：内藤庸介（CTV）
- 音効：岩下康洋
- 編成：土井信和（CTV）
- ディレクター：笠井知己（CTV）、山木忠従
- プロデューサー：深谷浩規（CTV）
- チーフプロデューサー：安部田公彦（CTV）
- 演出：市健治（CTV）
- 楽曲制作：hlroto suzuki
- 衣装協力：MOBBYS、MATES、GULL
- 技術協力：中京ビデオセンター、中京テレビ映像企画、IMAGICA
- 制作協力：スペードワン
- 映像協力：札幌テレビ放送、鹿児島読売テレビ、知床ダイビング企画
- 協力：屋久杉自然館、アンサー
- 制作著作：中京テレビ